# Eotetranychus tokaiensis
Eotetranychus tokaiensis är en spindeldjursart som beskrevs av Meyer 1987. Eotetranychus tokaiensis ingår i släktet Eotetranychus och familjen Tetranychidae. Inga underarter finns listade i Catalogue of Life.